# Bundesstraße 107
Die Bundesstraße 107 (Abkürzung: B 107) ist eine deutsche Bundesstraße. Sie beginnt in Pritzwalk an der B 103 und endet in Chemnitz. Auf dem Teilstück zwischen Havelberg und Genthin gehört die B 107 zur Straße der Romanik. Ein weiteres Teilstück in der Nähe von Wiesenburg gehört zur Deutschen Alleenstraße.

## Geschichte

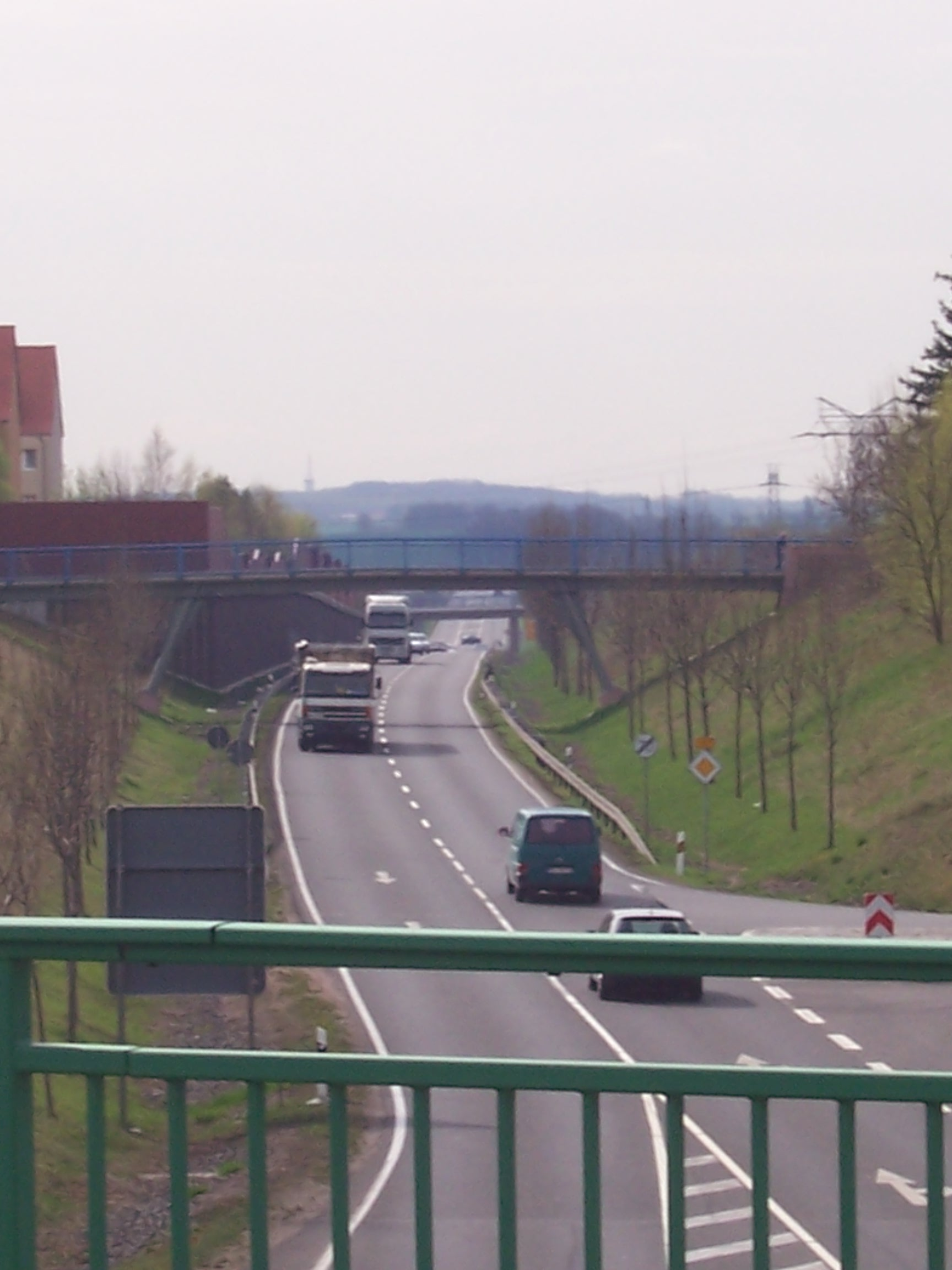
Bundesstraße 107 in Eilenburg Richtung Wurzen

Die Straße von Pritzwalk über Genthin nach Eilenburg wurde laut Chronik (zumindest im Raum Havelberg) im Jahr 1840 fertiggestellt. Sie wurde nördlich von Genthin als Preußische Staatschaussee Nr. 85 bezeichnet.
Der südlichste Streckenabschnitt zwischen Claußnitz und Chemnitz, die Chemnitztalstraße, wurde erst 1880 eröffnet und führte zur Ansiedlung mehrerer Fabriken im Chemnitztal. Der Obelisk auf dem König-Albert-Felsen erinnert an die Fertigstellung im Jahre 1880.
Die 1932 eingerichtete Fernverkehrsstraße 107 (FVS 107), ab 1934 Reichsstraße 107 (R 107) genannt, führte ebenso wie die Preußische Staatschaussee lediglich von Pritzwalk nach Genthin. Erst in den 1960er Jahren wurde die nunmehr wieder (bis 1990) Fernverkehrsstraße 107 (F 107) genannte Straße von Genthin bis Chemnitz verlängert.
Bis zum Jahr 2006 führte die Straße von Oranienbaum über Wörlitz und eine Gierseilfähre über die Elbe nach Coswig (Anhalt). Der schlechte Straßenzustand (Großsteinpflaster im Hochwassergebiet der Elbe) zwischen Wörlitz und Coswig, Auflagen des Denkmalschutzes und die bei Hochwasser nicht befahrbare, sowie in der Beladung beschränkte Gierseilfähre führten zur Änderung der Streckenführung. Die B 107 führt nun bis zur B 187 in Coswig (Anhalt). Ab der Anschlussstelle Dessau-Ost der A 9 führt sie dann nach Oranienbaum.